# Allium macedonicum
Allium macedonicum är en amaryllisväxtart som beskrevs av Constantine Zahariadi. Allium macedonicum ingår i släktet lökar, och familjen amaryllisväxter. IUCN kategoriserar arten globalt som otillräckligt studerad. Inga underarter finns listade i Catalogue of Life.